# 豫本
宗室豫本，字务旃，号茶邨（茶村），康熙帝之弟恭亲王常颖六世孙，奉恩辅国公晋隆之子。
道光六年（1826年）丙戌二甲进士，榜名宗室毓本。官至宗人府理事官。著有《茶村集》、《选梦楼诗钞》。其妻苏完瓜尔佳氏，父正白旗汉军石兰图，祖父乾隆乙丑科进士石之珂。其子灵杰，官至山东按察使，过继给胞兄辅国将军豫彩。另一子靈桂，光绪年间官至武英殿大学士。